# Almeida (freguesia)
Almeida is een plaats (freguesia) in de Portugese gemeente Almeida en telt 1 491 inwoners (2001).
Na de Sinaasappeloorlog van 1801 werd de plaats afgestaan aan Spanje, in tegenstelling tot Olivenza kwam het later weer in Portugese handen.